# Celestino Aós Braco
Celestino Aós Braco O.F.M. Cap. (6 d'abril de 1945, Artaiz, Navarra) és un bisbe catòlic, psicòleg, professor, teòleg i filòsof espanyol instal·lat a Xile. Fou nomenat el 25 de juliol del 2014 pel Papa Benet XVI bisbe de la diòcesi de Copiapó.
Va estudiar filosofia a Saragossa i teologia a Pamplona. De seguida entrà a la Universitat de Saragossa, però es diplomà en psicologia a la Universitat de Barcelona i quan acabà els estudis entrà a l'Orde dels Frares Menors Caputxins, on pronuncià els vots a Sangüesa el 1964 i els temporals el 1067 a Pamplona. Allà finalment fou ordenat sacerdot el 30 de març del 1968 per Mn Ignacio Larrañaga.
L'any 1983 fou enviat a Xile, on exercí de vicari de la parròquia de Longaví, superior de la comunitat de Los Ángeles, mossèn de la parròquia de Sant Miquel de Viña del Mar, mossèn de la Comarca de Recreo, vicari episcopal per a la vida consagrada de la diòcesi de Valparaíso i el 2008 vicari de San Francisco de Asís a Los Ángeles. A més a més ha estat també ecònom provincial dels caputxins a Xile, promotor de justícia del Tribunal Eclesiàstic de Valparaíso, jutge del Tribunal de l'Arxidiòcesi de Concepción i tresorer de l'Associació Xilena de Dret Canònic.
Actualment, des del 25 de juliol del 2014 és el bisbe de la diòcesi de Copiapó. Va rebre la consagració episcopal a la catedral diocesana el 18 d'octubre del mateix any a mans de Mn Ivo Scapolo, Mn Pablo Lizama Riquelme i Mn Gaspar Quintana Jorquera.
El 25 d'octubre de 2020, en finalitzar l'Àngelus, el papa Francesc anuncià la seva creació com a cardenal en un consistori a celebrar el 28 de novembre.; sent creat cardenal prevere de San Sisto.